# André Moinier
Pour les articles homonymes, voir Moinier.
André Moinier, né le 14 septembre 1829 à Joze (Puy-de-Dôme) et mort le 11 mars 1880 à Clermont-Ferrand, est un avocat et homme politique français. Il a été maire de Clermont-Ferrand.

## Biographie
André Moinier est le fils d'un officier de marine, Henri Moinier (1795-1863), et de Madeleine Marguerite Césarine Quiquandon, d'une famille de commerçants originaires d'Ambert,.
Après des études secondaires à Clermont, André Moinier fait des études de droit à Paris. Il rentre à Clermont où il exerce le métier d'avocat après des débuts professionnels à Paris. Il a été bâtonnier du barreau de Clermont-Ferrand. Il a été également directeur de la Caisse d'épargne locale.
André Moinier entre au conseil municipal de Clermont en 1870 et devient premier adjoint du maire Agis-Léon Ledru mais, en mai 1875, la municipalité remet sa démission. André Moinier devient maire de Clermont le 1er juin 1875 et travaille notamment au développement de l'enseignement primaire mais aussi sur le réseau d'égouts.
André Moinier est nommé en juillet 1878 chevalier de la Légion d'honneur. Il meurt à Clermont le 11 mars 1880.
André Moinier a été marié deux fois : une première fois en 1850 avec Anne Goutay, d'une famille notable de Joze, décédée à la fin de cette même année ; une deuxième fois avec Emma Coste, une cousine germaine du côté maternel.

## Hommage
Son nom a été donné à une rue importante de Clermont-Ferrand (où se trouvait sa demeure), qui fait partie de la première couronne entourant la ville ancienne, entre la rue Montlosier et la place Gaillard, qui porte le nom de son successeur.